# Kummersdorf-Alexanderdorf
Kummersdorf-Alexanderdorf è una frazione del comune tedesco di Am Mellensee, nel Land del Brandeburgo.

## Geografia antropica
Alla frazione di Kummersdorf-Alexanderdorf appartengono le località di Kummersdorf e di Alexanderdorf.